# Osterberg (Landkreis Hildesheim)
Der Osterberg ist ein Naturschutzgebiet in der niedersächsischen Gemeinde Giesen im Landkreis Hildesheim.
Das Naturschutzgebiet mit dem Kennzeichen NSG HA 246 ist 51,65 Hektar groß. Es ist größtenteils Bestandteil des FFH-Gebietes „Haseder Busch, Giesener Berge, Gallberg, Finkenberg“. Nach Osten grenzt es an das Naturschutzgebiet „Lange Dreisch und Osterberg“, nach Norden an das Landschaftsschutzgebiet „Giesener Berge und Teiche“. Das Gebiet steht seit dem 20. Dezember 2018 unter Naturschutz. Zuständige untere Naturschutzbehörde ist der Landkreis Hildesheim.
Das Naturschutzgebiet liegt nordwestlich von Hildesheim. Es stellt Teile der Giesener Berge als Teile eines hier weit in die Calenberger Börde hineinragenden Ausläufers des Hildesheimer Berglandes unter Schutz und umfasst in erster Linie nach Westen exponierte Hänge des Osterberges. Teile des Gebietes liegen innerhalb des Ende 2007 von der Bundeswehr aufgegebenen Standortübungsplatzes Hildesheim. Im Norden des Gebietes noch vorhandene, ehemalige Munitionsbunker werden zu Naturschutzzwecken genutzt. Im Nordwesten des Naturschutzgebietes liegt ein aufgelassener Kalksteinbruch als Lebensraum trockenheitsliebender Arten.
Auf dem Osterberg stocken Eichen-Hainbuchenwälder auf kalkreichen Standorten. Dominierende Baumarten sind Stieleiche und Hainbuche. Dazu gesellen sich Esche, Feldahorn und Spitzahorn, Vogelkirsche, Rotbuche und Sommerlinde. In der Strauchschicht stocken Hasel, Weißdorn und Rote Heckenkirsche, in der Krautschicht sind Waldknäuelgras, Waldbingelkraut, Waldsegge, Türkenbundlilie, Wunderveilchen und Waldveilchen zu finden. Die Waldbestände verfügen über einen hohen Anteil an Alt- und Totholz. Im Naturschutzgebiet stockende Schwarzkiefernbestände sollen in standorttypische Laubwaldgesellschaften umgewandelt werden.
In die Wälder sind Trockenrasen und Grünland eingebettet. Auf den Trockenrasen siedeln u. a. Skabiosen-Flockenblume, Schopfige Kreuzblume, Breitblättriger Thymian, Deutscher- und Fransen-Enzian, Mückenhändelwurz, Bienen- und Fliegenragwurz, Hufeisenklee, Aufrechte Trespe und Frühlingssegge. Als Mähwiese genutzte Grünlandbereiche beherbergen u. a. Gewöhnliches Zittergras, Magerwiesenmargerite, Knolligen Hahnenfuß, Wiesenflockenblume und Kleines Habichtskraut. Viele Arten stoßen im Naturschutzgebiet an die Grenze ihres natürlichen Verbreitungsgebietes, da es sich bei dem Naturschutzgebiet um eines der nördlichsten Vorkommen von Kalkhalbtrockenrasen und Wälder trockenwarmer Standorte handelt. Das Naturschutzgebiet wird mit Schafen beweidet.
Das Naturschutzgebiet ist Lebensraum des Großen Mausohres.

## Weblink
- Naturschutzgebiet „Osterberg“ in der Datenbank des Niedersächsischen Landesbetriebs für Wasserwirtschaft, Küsten- und Naturschutz (NLWKN)